# Amiral (Belgique)
Pour les articles homonymes, voir Amiral et Amiral (homonymie).
En Belgique, le grade d'Amiral (Admiraal en néerlandais) est le grade suprême des officiers généraux de marine, au-dessus du grade de vice-amiral.
L'insigne de l'amiral est constitué, sur la manche, d'un épais galon accompagné de trois simples galons ; et sur l'épaule de trois étoiles d'argent sous une ancre couronnée.
L'équivalent, dans les composantes « terre » et « air », est : Général
|        |  |       |     | ----     |
| Marine |  | Terre | Air | Médicale |

On s'adresse au Vice-Amiral en disant Amiral.